# فنتون روبنسون
فنتون روبنسون (بالإنجليزية: Fenton Robinson)‏ هو عازف قيثارة جاز ومغني وعازف قيثارة أمريكي، ولد في 23 سبتمبر 1935 في غرينوود في الولايات المتحدة، وتوفي في 25 نوفمبر 1997 في روكفورد في الولايات المتحدة.

## وصلات خارجية
- فنتون روبنسون على موقع ميوزك برينز (الإنجليزية)
- فنتون روبنسون على موقع قاعدة بيانات برودواي على الإنترنت (الإنجليزية)
- فنتون روبنسون على موقع أول ميوزيك (الإنجليزية)
- فنتون روبنسون على موقع ديسكوغز (الإنجليزية)